# Henri Le Fauconnier
Henri Victor Gabriel Le Fauconnier (n. 5 iulie 1881, Hesdin, Nord-Pas-de-Calais, Franța – d. 25 decembrie 1946, Paris, Franța) a fost un pictor cubist francez născut la Hesdin. Le Fauconnier a fost văzut ca una dintre figurile de frunte ale cubiștilor din Montparnasse. La Salon des Indépendants⁠(d) din 1911, Le Fauconnier și colegii Jean Metzinger, Albert Gleizes⁠(d), Fernand Léger și Robert Delaunay au provocat un scandal cu picturile lor cubiste. A fost în contact cu mulți artiști europeni de avangardă, precum Wassily Kandinsky, scriind un text teoretic pentru catalogul Neue Künstlervereinigung⁠(d) din München, al cărui membru a devenit. Picturile sale au fost expuse la Moscova, reproduse ca exemple ale artei de ultimă oră în Der Blaue Reiter Almanach (Almanahul călărețului albastru).

## Carieră

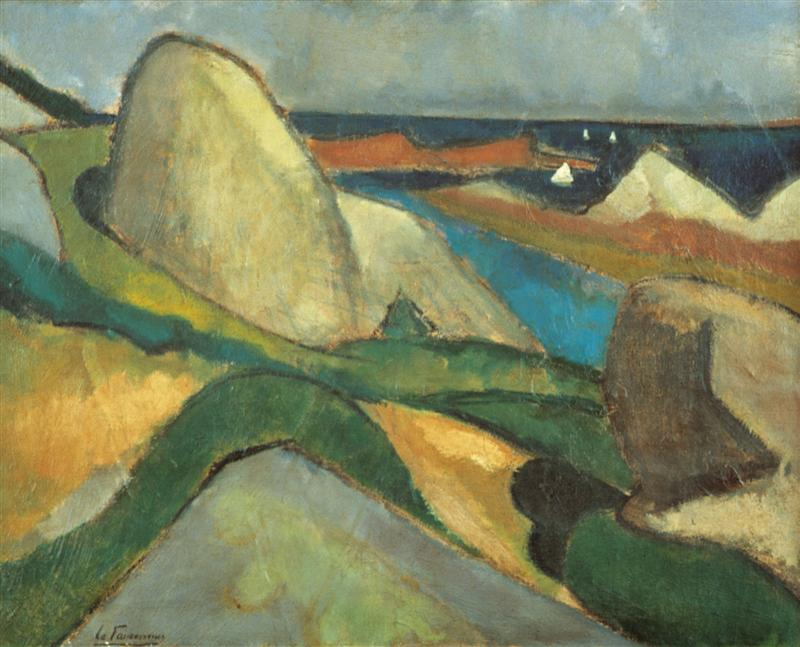
Ploumanac'h, 1908, Bergen, Muzeul Kranenburgh

În 1901 Henri Le Fauconnier s-a mutat din nordul Franței la Paris, unde a studiat dreptul, apoi a urmat cursuri de pictură în atelierul lui Jean-Paul Laurens, apoi la Academia Julian. Și-a schimbat numele din Fauconnier în Le Fauconnier și a expus la Salon des Indépendants⁠(d) în 1904 și 1905, implementând culori îndrăznețe, în linia lui Henri Matisse. S-a mutat în Bretania în 1907 și a pictat peisajele stâncoase din Ploumanac'h într-un stil proto-cubist caracterizat prin tonuri castanii și verzui, cu contururi groase care delimitează formele simplificate.

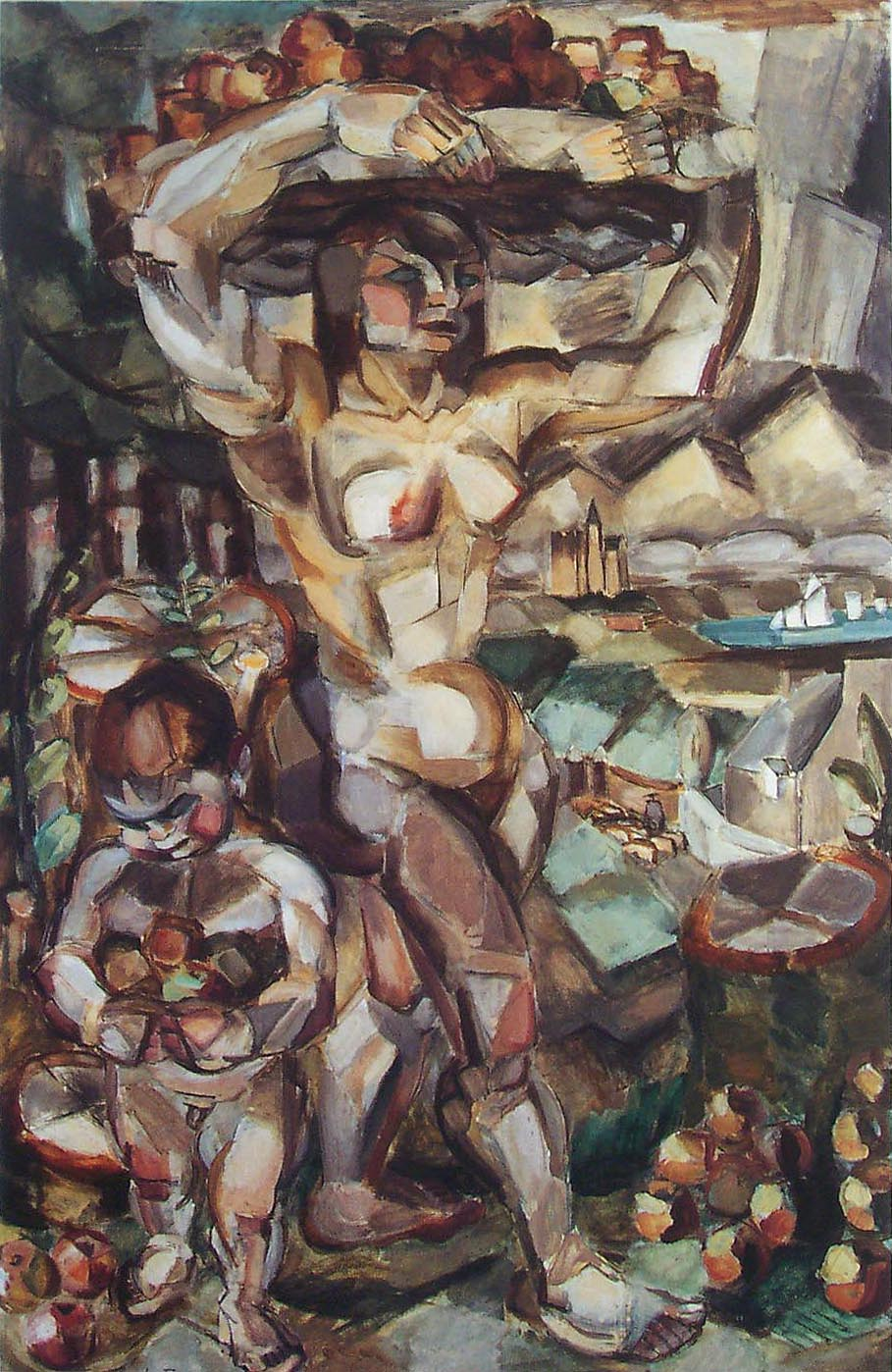
L'Abondance (Abundența), 1910-11, ulei pe pânză, 191 x 123 cm (75,25 x 48,5 in.),

A explorat un stil personal și l-a pus în practică, pictând nuduri sau portrete (cum ar fi cel al poetului Pierre Jean Jouve în 1909 (Muzeul Național de Artă Modernă). Sub influența lui Paul Cézanne și-a dezvoltat propria formă de cubism. Întors la Paris, se amestecă cu artițtii și literații reuniți în jurul lui Paul Fort la Closerie des Lilas din Montparnasse.
La Salon d'Automne din 1909, Le Fauconnier a expus alături de Constantin Brâncuși, Jean Metzinger și Fernand Léger.
Louis Vauxcelles⁠(d), în recenzia sa despre Salon des Indépendants⁠(d) din 1910, a făcut o referire trecătoare și inexactă la Le Fauconnier, Jean Metzinger, Albert Gleizes⁠(d), Robert Delaunay și Fernand Léger, ca „geometri ignoranți, reducând corpul uman, locul, la cuburi palide.”

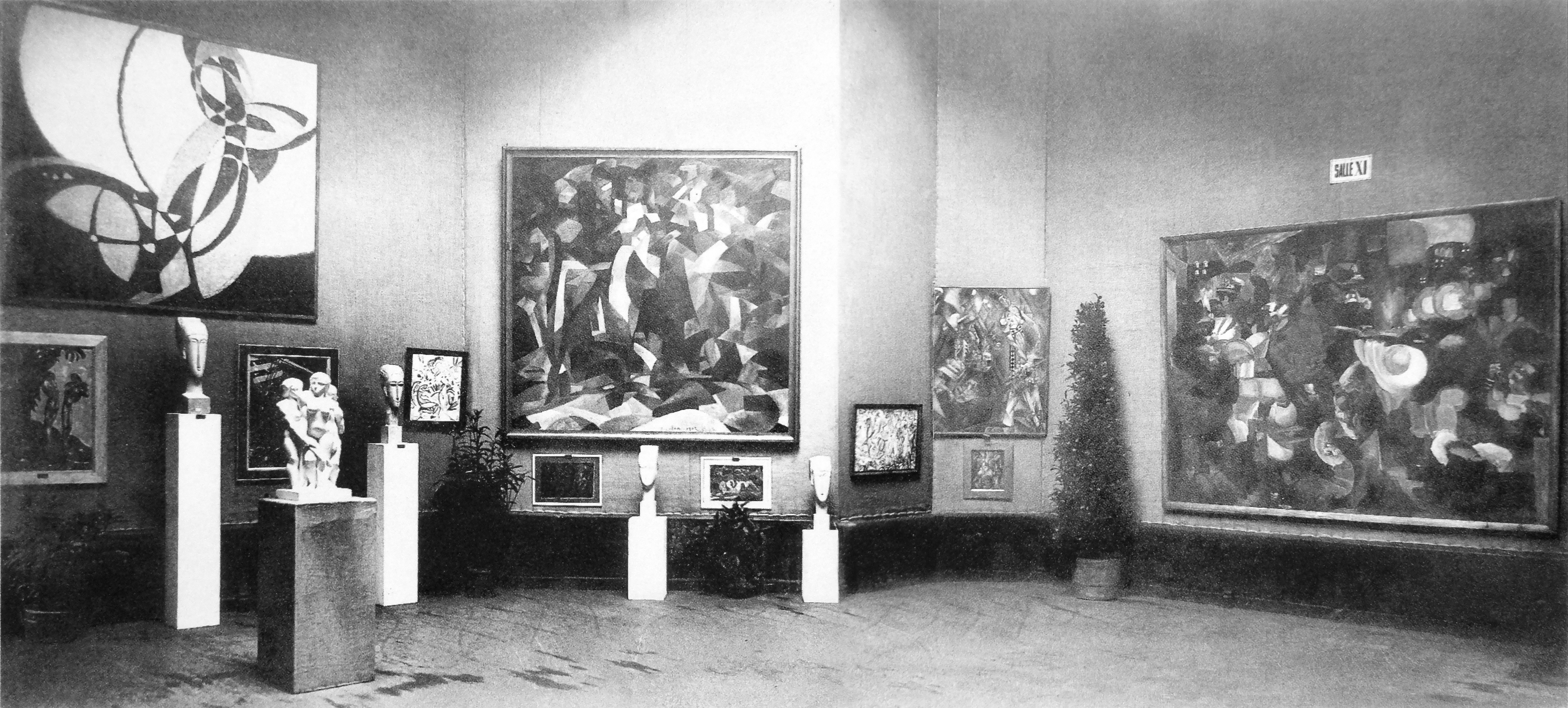
Salon d'Automne din 1912, desfășurat la Paris la Grand Palais între 1 octombrie și 8 noiembrie. În partea dreaptă este expusă pictura monumentală a lui Le Fauconnier Alpiniști atacați de urși. Alte lucrări prezentate sunt ale lui Jean Metzinger,, František Kupka, Francis Picabia și Amedeo Modigliani

Metzinger a scris în 1910 despre „perspectiva mobilă” ca o interpretare a ceea ce avea să devină cunoscut în curând sub numele de „cubism” cu privire la Picasso, Braque, Delaunay și Le Fauconnier.
La invitația lui Wassily Kandinsky, Le Fauconnier a publicat un text teoretic în catalogul Neue Künstlervereinigung (München, 1910). Și-a deschis studioul din Rue Visconti din Paris artiștilor dornici ca și el să aplice lecțiile lui Cézanne. Cu Jean Metzinger, Albert Gleizes, Fernand Léger, Robert Delaunay, a contribuit la scandalul cubist al Salon des Indépendants⁠(d) din 1911. Le Fauconnier a expus vasta sa lucrare Les Montagnards attaqués par des ours (Alpiniști atacați de urși) la Salonul d'Automne din 1912 (Paris).
În februarie 1912 Henri Le Fauconnier a fost numit să-i succedă lui Jacques-Émile Blanche⁠(d) ca director al școlii de artă avangardiste Académie de La Palette⁠(d). Le Fauconnier i-a însărcinat pe Jean Metzinger și André Dunoyer de Segonzac⁠(d) ca instructori cu normă întreagă pentru sesiunile de dimineață; Eugeniusz Żak⁠(d) (Eugène Zak) și Jean Francis Auburtin au preluat conducerea după-amiaza. 
În 1912, Le Fauconnier a participat la prima expoziție a cubismului din Spania, la Galeriile Dalmau, Barcelona, cu Jean Metzinger, Albert Gleizes⁠(d), Marcel Duchamp, Juan Gris, Marie Laurencin și August Agero.
Le Fauconnier a fost membru colaborator al Section d'Or (Grupul Puteaux).
La începutul Primului Primului Război Mondial, Le Fauconnier s-a mutat în Țările de Jos, unde a rămas timp de șase ani. Lucrările sale din această perioadă au combinat cubismul și expresionismul, ceea ce a generat un succes și o influență considerabile în Țările de Jos. S-a întors în Franța în 1920, unde picturile sale au devenit mai realiste.
A murit în urma unui atac de cord la Paris (1946).

## Lucrări

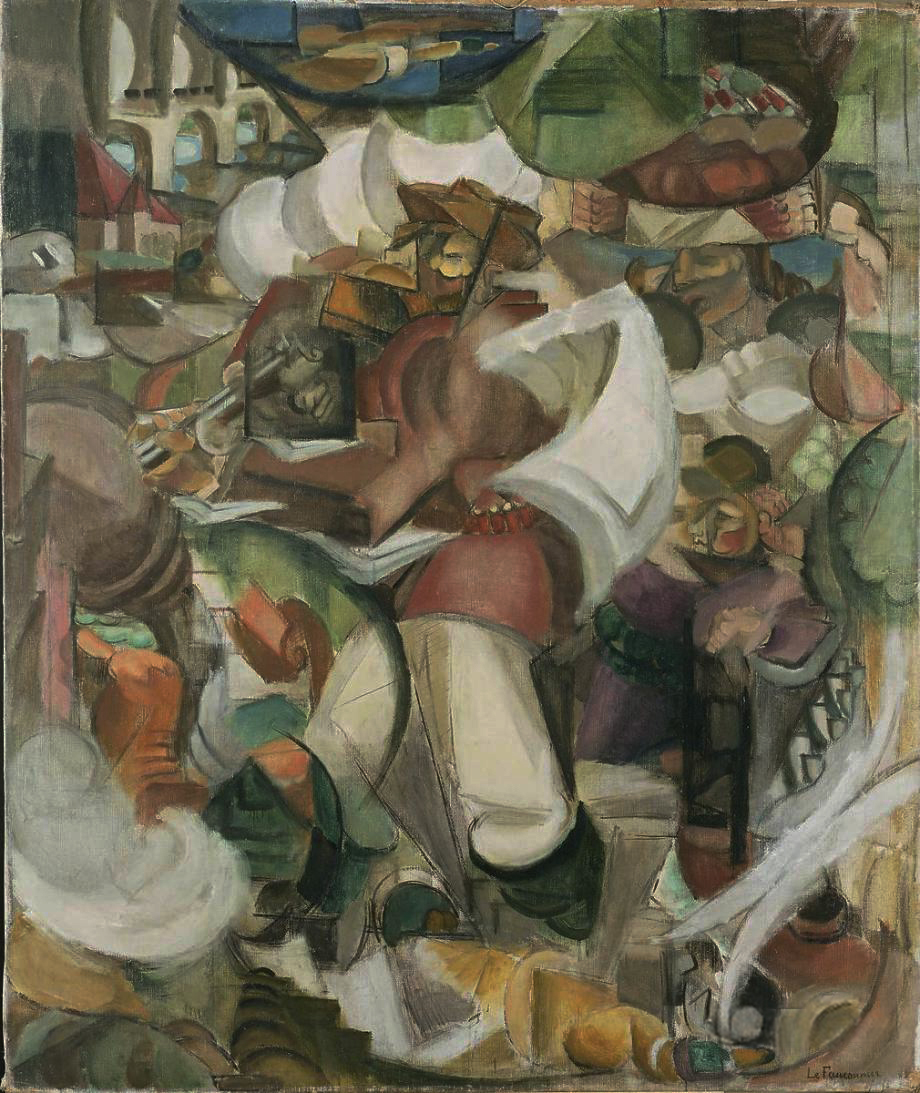
Henri Le Fauconnier, 1911-12, Le Chasseur (Vânătorul), ulei pe pânză, 203 x 166,5 cm, Gemeentemuseum Den Haag

- Femme nue dans un intérieur, Lyon, Musée des Beaux-Arts
- L'Église de Grosrouvre, Lyon, Musée des Beaux-Arts
- L'Enfant breton, Lyon, Musée des Beaux-Arts
- Nature morte aux fleurs, Beauvais, Musée Départemental de l'Oise
- Paysage, Lyon, Musée des Beaux-Arts
- Portrait de vieille femme, Lyon, Musée des Beaux-Arts
- Maisons dans les rochers à Ploumanac'h, Brest, Musée des Beaux-Arts